# Robert L. Henry
Robert Lee Henry, född 12 maj 1864 i Linden i Texas, död 9 juli 1931 i Houston i Texas, var en amerikansk politiker (demokrat). Han var ledamot av USA:s representanthus 1897–1917.
Henry efterträdde 1890 D.C. Porter som borgmästare i Texarkana i Texas och efterträddes 1891 av S.D. Lary.
Henry är begravd på Rose Hill Cemetery i Texarkana i Texas.